# Laurent Hotelin
Laurent Éloi Hotelin né le 31 juillet 1821 à Vallant-Saint-Georges où il est mort le 1er septembre 1894 est un graveur français.

## Biographie
Originaire de la Champagne, Hotelin se forme à la gravure auprès d'un certain Caillois, avant d'entrer en 1844 dans l'Atelier ABL, fondé en 1832 par John Andrew (1817-1870), Jean Best (1808-1879) et Isidore Leloir (1806-1851), spécialisé dans la production de gravures sur bois et installé rue Jacob (Paris). Il signe ses premières compositions en collectif pour le Musée des familles, Le Tour du monde, et surtout Le Magasin pittoresque auquel il restera fidèle. Au début des années 1850, Hotelin passe associé de cet atelier, les compositions sont signés ABLHR, BLHR ou « Best, Hotelin et Cie », au gré des contrats passés avec des graveurs comme Isidore Régnier,. Séparé de Best, Hotelin travaille ensuite avec des graveurs comme Octave Jahyer, Alexandre Hurel (à partir de 1862), Alfred Louis Sargent, etc. En 1871, il illustre l’Histoire de la guerre entre la France & la Prusse 1870-1871 signée par l'officier E. F. Rome, publiée à la Librairie nationale du Siècle J. Morey, contenant une centaine de gravures pleine page, et qui connaît plusieurs rééditions.
Hotelin présente des gravures au Salon de 1863 et 1879, interprétant Bida, Charlet, Albrecht Dürer, Eugène Delacroix, entre autres.
Peu après, il se retire dans sa ville natale, à Vallant-Saint-Georges, où il possède une maison. Il y meurt en septembre 1894,.